# Vinette Ebrahim
Vinette Ebrahim (21 de febrero de 1957) es una actriz y dramaturga sudafricana, reconocida por su papel como Charmaine Meintjies en la serie de televisión 7de Laan de la cadena SABC 2 y por su larga trayectoria en el teatro de Sudáfrica.

## Biografía

### Primeros años
Ebrahim es la hermana del actor sudafricano-británico Vincent Ebrahim. Su padre trabajó como profesor en Woodstock, un suburbio de Ciudad del Cabo, y también se desempeñó como actor, escritor y director. A finales de la década de 1950, trasladó a la familia a Coventry, Inglaterra, para trabajar como director de escena. Posteriormente, la familia regresó a Sudáfrica.

### Carrera
Ebrahim ha declarado que aprendió a actuar "sobre la marcha" en Ciudad del Cabo, donde además se desempeñó como tramoyista y realizó otro tipo de trabajos relacionados con el mundo del teatro. En el año 2000 empezó a interpretar el papel principal de Charmaine Beukes Meintjies en la telenovela sudafricana 7de Laan.
También ha actuado en festivales de teatro por toda Sudáfrica, como el Suidoosterfees y el Klein Karoo Nasionale Kunstefees. En el festival de Klein Karoo de 2007, actuó en una producción en afrikáans de la obra de Athol Fugard, Boesman en Lena. Recibió el premio Kanna a la mejor actriz por su papel como Lena.
En los Premios de Teatro Naledi 2013, Ebrahim ganó el reconocimiento a la mejor interpretación de una obra de teatro en un papel principal por My Naam/Name is Ellen Pakkies. La obra cuenta la historia real de una mujer sudafricana condenada por matar a su hijo drogadicto tras soportar años de abusos.
Ebrahim también ha escrito obras de teatro, entre ellas Die Ongelooflike Reis van Max en Lola, una obra de dos personajes que coescribió con el dramaturgo y director sudafricano Hugo Taljaard. Se basó en parte en su larga amistad con el actor sudafricano Chris van Niekerk. En la obra y en la vida real, la amistad entre un hombre blanco gay y una mujer de color persistió, incluso durante la época del apartheid.
En el festival Klein Karoo de 2016 actuó en Invisible, otra obra de su autoría en inglés y afrikáans. En la obra interpretó a una mujer sin hogar que fue residente del Distrito Seis de Ciudad del Cabo. Ebrahim también creó un espectáculo unipersonal sobre su vida, Praat Die Storie Smaak Kry, que ha representado en afrikáans e inglés por toda Sudáfrica como parte de las celebraciones del Día Nacional de la Mujer.
En julio de 2019 se anunció que Ebrahim dejaría su papel de Charmaine en 7de Laan porque, según algunos medios, "todas las historias potenciales en torno al personaje se agotaron". Terminó su carrera de diecinueve años en el programa el 24 de octubre de 2019. En una entrevista publicada en la revista sudafricana Kuier, Ebrahim declaró que se había visto obligada a dejar 7de Laan. Dijo que había anticipado su salida durante algún tiempo, y refutó la afirmación de que no había más argumentos para su personaje Charmaine.
El 7 de noviembre de 2019, Ebrahim comenzó un papel de aparición como invitada durante seis semanas en la telenovela sudafricana Binnelanders.